# شهروند (فیلم ۲۰۰۸)
شهروند (به انگلیسی: Citizen) فیلمی هندی محصول سال ۲۰۰۸ و به کارگردانی راج آدیتیا است. در این فیلم بازیگرانی همچون سومانت، کجال آگاروال، سومان، نثار و کوتا سرینیواسا راو ایفای نقش کرده‌اند.